# Hammond Innes
Ralph Hammond Innes fue un novelista británico que escribió más de 30 novelas, libros de viajes y para niños. Nació el 15 de julio de 1913 y falleció el 10 de junio de 1998. Se casó con la actriz Dorothy Marie Lang. Fue nombrado Comandante de la orden del Imperio Británico (CBE ) en 1978.

## Biografía
Innes nació en Horsham, Sussex, y estudió en la Escuela de Cranbrook en Kent. Se fue en 1931 para trabajar como periodista, inicialmente en el Financial Times (en el momento de la llamada Financial News). Su primera novela fue publicada en 1937, El Doppelganger. En la Segunda Guerra Mundial sirvió en la Artillería Real, llegando a alcanzar el rango de Mayor. Durante la guerra, se publicaron varios de sus libros, incluyendo Los destructores deben respirar (1940), El caballo de Troya (1941) y Alarma de ataque (1941), el último de los cuales se basa en sus experiencias como un artillero antiaéreo durante la Batalla de Gran Bretaña en la Real Fuerza Aérea, conocida como RAF Kenley. Tras ser desmovilizado en 1946, trabajó a tiempo completo como escritor, con la consecución de una serie de éxitos tempranos. 
Sus novelas se caracterizan por una excelente atención a los detalles exactos en las descripciones de lugares, como en El puente aéreo (1951), escenificado parcialmente en la Estación aérea Real Gatow, la Estación aérea Real Membury después de su cierre y la Estación aérea Real Wunstorf durante el bloqueo de Berlín.
Innes pasó a producir libros en una secuencia regular, con seis meses de viaje e investigación seguida por seis meses de escritura. Muchas de sus obras muestran eventos en el mar. Su producción disminuyó en la década de 1960, pero aun así fue sustancial. Se interesó por los temas ecológicos. Continuó escribiendo hasta poco antes de su muerte. Su última novela fue Delta Connection (1996).
Inusualmente para el género del thriller, los protagonistas de Innes a menudo no eran "héroes" en el sentido típico; eran hombre comunes y ordinarios colocados en situaciones extremas, por alguna circunstancia dada. A menudo, este ser involucrado es colocado en un ambiente hostil (el Ártico, el mar abierto, desiertos) o sin querer se ve involucrado en un conflicto o conspiración mayor. El protagonista en general, se ve obligado a confiar en su ingenio y hacer el mejor uso de los recursos limitados, en lugar de las armas y artilugios utilizados por los escritores de suspense.
Cuatro de sus primeras novelas fueron llevadas al cine: sitiado por la nieve (1948) de The Lonely esquiador (1947), Infierno Below Zero (1954) de The White Sur (1949), de Campbell Unido (1957) del libro del mismo nombre (1952 ), y el naufragio del Mary Deare (1959) también del libro del mismo nombre (1956). Su novela de 1973 de oro Soak fue adaptado en una serie de televisión de seis capítulos en 1979. Fue filmada en parte en Nullagine, Australia Occidental. Una adaptación de audio de The Doomed Oasis se repitió en la estación de radio de la BBC del Reino Unido digital de Radio 7 (que ahora se llama la BBC Radio 4 extra).
Su gran amor y la experiencia en el mar como un navegante experimentado, se vio reflejado en muchas de sus novelas. Él y su esposa Dorothy viajaron y recorrieron tanto en su yates llamado Trino de Troya y María Deare . A su muerte dejó la mayor parte de sus bienes a la Asociación de Organizaciones de formación de mar, para permitir que otros para ganar formación y experiencia en la navegación por el elemento que amaba.

### Novelas
- El Doppelganger (1937)
- Desastres de aire (1937)
- Sabotear Broadcast (1938)
- Todos los caminos conducen a viernes (1939)
- El caballo de Troya (novela) (1940)
- De auxilio debe respirar (también publicado en los EE. UU. como Trapped ) (1940)
- Alarma ataque (1941)
- Vivos y muertos (1946)
- Mina Killer (1947)
- El esquiador solitario (también publicado en los EE. UU. como Fuego en la nieve ) (1947)
- El hielo azul (1948)
- La roca de la Maddon (también publicado en los EE. UU. como Gale Warning ) (1948)
- El Sur blanca (también publicado en los EE. UU. como a los supervivientes ) (1949)
- La montaña enojado (1950)
- Puente de aire (1951)
- Unido de Campbell (1952)
- La tierra extraña (también publicado en los EE. UU. como la tierra desnuda ) (1954)
- El naufragio del Mary Deare (1956)
- La tierra que Dios dio a Caín (1958)
- El Oasis Doomed (1960)
- Atlántico Furia (1962)
- El Strode Aventurero (1965)
- Levkas Hombre (1971)
- Remojar de oro (1973), adaptado para la televisión como Soak oro
- Estrella del Norte (novela) (1975)
- Las Huellas Grandes (1977)
- El último viaje: Perdido Diario del capitán Cook (relato de ficción del capitán Cook tercer y último viaje 's) (1978)
- Sello de Salomón (1980)
- La marea Negro (1982)
- Alto soporte (1985)
- Medusa (1988)
- Isvik (1991)
- Objetivo Antártida (1993)
- Delta Connection (1996)

### Libros para niños (como Ralph Hammond)
- Oro Cocos (1950)
- Isla de los extraños (1951)
- Torre de sarraceno (1952)
- Oro negro en el Doble Diamante (1953)

### No ficción
- Cosecha de Jornadas.[2] Knopf . 1960. ISBN 9780006121800.
- Escandinavia (1963)
- Mar y las islas (1967)
- Los conquistadores . Collins . 1969. ISBN 9780002175319.
- Australia (1971)
- East Anglia (1986)